# Belsize Park
Belsize Park är en ort i Storbritannien.   Den ligger i grevskapet Greater London och riksdelen England, i den södra delen av landet, i huvudstaden London. Belsize Park ligger 67 meter över havet och antalet invånare är 11 600.
Terrängen runt Belsize Park är huvudsakligen platt. Belsize Park ligger uppe på en höjd. Runt Belsize Park är det mycket tätbefolkat, med 8 342 invånare per kvadratkilometer. Närmaste större samhälle är City of London, 6,8 km sydost om Belsize Park. Runt Belsize Park är det i huvudsak tätbebyggt.